# Colotis zoe
Colotis zoe is een vlindersoort uit de familie van de Pieridae (witjes), onderfamilie Pierinae.
Colotis zoe werd in 1867 beschreven door Grandidier.